# Ковшу
Ко́вшу или Ре́зекнес (латыш. Kovšu ezers, Kauša ezers, Kovševas ezers, Rēzeknes ezers) — пресноводное озеро в Латвии на территории города Резекне, к востоку от железнодорожной станции Резекне I.

## Описание
Озеро находится в юго-западной части города. Площадь озера — 22 гектара, длина — 0,8 км, ширина — 0,4 км. Средняя глубина — 2,6 м, максимальная — 3,8 м. Берега пологие, частично заболоченные. Дно илистое, местами песчаное. Степень зарастания — 5 %. В озеро впадает ерик из озера Тевиню (латыш. Tēviņu ezers) и небольшая речка Ковшупе (латыш. Kovšupe), вытекающая из озера Ритиню (латыш. Ritiņu ezers), она же и вытекает из озера Ковшу, впадая, в конечном итоге, в реку Резекне.
В озере произрастают следующие виды макрофитов: камыш, тростник, кувшинки, плавающий рдест, уруть, роголистник, элодея. Камышовые группы достаточно широкие (до 10 метров), густые и пышные. Группы кувшинок 3—5 м в ширину, в заливах достигают 50 м в ширину.
Животный мир представлен ротаном, плотвой, окунем, щукой, линём, ершом и карасями.

## История
Озеро Ковшу стало популярным местом отдыха горожан ещё в начале XX века, о чём свидетельствуют старинные фотографии из фондов Латгальского культурно-исторического музея. В музее собрано множество фотографий и старинных видовых открыток с озером. В разное время озеро имело разные названия: Ковшу, Ковшево, Кауша.
Озеро Ковшу является собственностью Резекненского самоуправления. В 1927 году, при расширении площади города, оно было присоединено к городской территории.
В 1930-е годы прогулки по берегам озера пользовались особой популярностью у горожан. Можно было подышать свежим воздухом, полюбоваться зеленью садов и некоторыми примечательными зданиями. И если в настоящее время мы не можем увидеть железнодорожную станцию Резекне I (современное здание построено в 1951 году на месте разрушенного) или здание Государственного земельного банка (1931/1932 гг.), то штаб 9-го Резекненского пехотного полка доступен для осмотра и сегодня. Не так давно это здание было капитально отремонтировано, отреставрировано.
В 1970-е годы, когда спасательная станция на озере ещё работала, в одной из статей в городской газете начальник станции Л. Уминский писал:
при средней глубине в 3 метра, на строительстве небольшого пирса длина наращенных свай достигала 12 метров. Это связано с тем, что под водой илистое дно, а над ним — непролазный лес «щучьей травы», «березки», который местами всего на полметра не достигает поверхности воды.
Тогда, в 70-е годы, работники станции железными боронами расчищали участки озера. При расчистке дна водолазы замечали, что отложения растительности образовали второе дно, в котором много рыбы, попадались щуки «длиною чуть ли не с весло», Л. Уминский особенно отмечал опасность такого многолетнего наслоения водорослей на дне и предлагал, как ему казалось идеальный вариант: «спустить воду из 15-гектарного бассейна, вывезти богатейшее удобрение — ил на поля, завезти горы камня, покрыть его толстой песчаной подушкой — и наполнят расчищенные протоки и подземные источники огромный котлован прозрачной водой».
В 2000-е годы было принято решение утвердить право собственности Резекненского самоуправления на озеро Ковшу, поскольку, согласно данным Латвийского Государственного исторического архива, озеро Ковшу к 1940 году находилось в собственности Резекненского городского самоуправления. Площадь озера включена в баланс городского хозяйственного управления.
В 2010 году был приведен в порядок берег, убран прибрежный тростник, прочищены заболоченные илистые участки до песчаного дна.